# Maria Elena Sánchez González
Maria Elena Sánchez González   (Terrassa, 20 d'octubre de 1994) és una waterpolista catalana que juga com a portera en el CN Sant Andreu de la Divisió d'Honor femenina i en la selecció espanyola.
Va guanyar la medalla de bronze en l'Europeu de Barcelona 2018.

## Palmarès
Clubs
- Copa d'Europa (2): 2013 i 2016.
- Supercopa d'Europa (2): 2014 i 2016
- 1 Copa Catalunya de waterpolo (2021)

Selecció espanyola
- 1 medalla d'argent als Jocs Olímpics de Tokio 2020
- 1 medalla d'argent als Campionats del Món de waterpolo (2018)
- 1 medalla d'or als Campionats d'Europa de waterpolo (2020)
- 1 medalla de bronze als Campionats d'Europa de waterpolo (2018)
- 1 medalla d'or als Jocs Mediterranis de Tarragona 2018